# ГНК александрит
ГНК александрит или хромсодержащий хризоберилл (также известный как синтетический александрит, лабораторно-выращенный александрит и искусственный александрит) александрит, полученный в результате процесса горизонтальной направленной кристаллизации.

## История синтеза и выращивания искусственного хризоберилла (александрита)
Первые опыты по синтезу BeAl2O4 были проведены во второй половине 19 века и сводились к плавлению (или прокалке) оксидов бериллия и алюминия в присутствии различных минерализаторов. Были получены мельчайшие кристаллы хризоберилла, содержащие многочисленные включения флюса.
В 1944 году впервые была предпринята попытка вырастить кристаллы хризоберилла из раствора в расплаве
В дальнейшем этот метод использовался многими исследователями для получения кристаллов хризоберилла и александрита. Так в работе авторы использовали в качестве растворителей (флюсов) смеси оксида и фторида свинца, и оксида молибдена с молибдатом лития. Смесь флюса с окислами бериллия, алюминия и хрома нагревали в платиновой чашке до 1375 0C и охлаждали со скоростью 12,5 град/час. В результате были получены кристаллы размером 1-2 мм, содержащие включения материала контейнера и флюса.
Впоследствии были попытки получения кристаллов хризоберилла гидротермальным методом, методом Вернейля, методом плавающей зоны, газотранспортным методом. Однако качество и размеры получаемых кристаллов не соответствовали требованиям к материалу пригодному для практического использования.
В 1974 году в Институте Геологии и Геофизики СО РАН СССР были начаты исследования условий кристаллизации хризоберилла из расплава методом Чохральского. За сравнительно небольшой срок были разработаны технологические основы получения кристаллов хризоберилла и александрита.. В это же время аналогичные исследования проводились в США
Выращенные кристаллы имели размеры до 120 мм длиной и до 40 мм в диаметре. Имели оптическое качество, что позволило получить генерацию и сделать первый твердотельный перестраиваемый лазер.

## Горизонтальная направленная кристаллизация

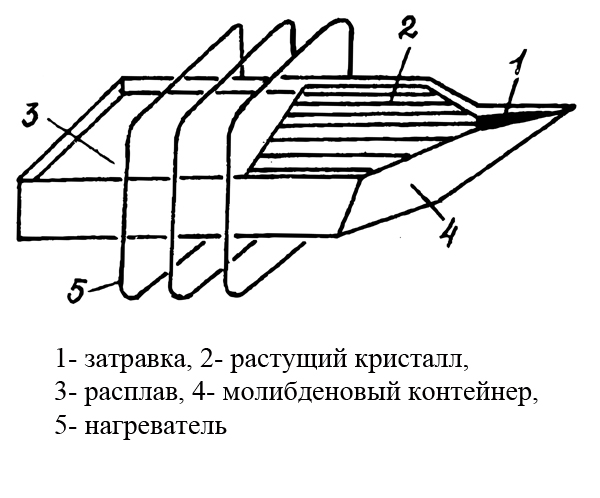
Схема процесса ГНК

Метод Чохральского (CZ), позволяющий получать кристаллы очень высокого качества, является технически и технологически сложным. Стабилизация геометрии растущего кристалла требует постоянного контроля прироста его массы. Это делается при помощи специальных весовых систем автоматически измеряющих либо прирост массы растущего кристалла, либо убыль расплава из тигля. Кроме того, выращивание тугоплавких оксидных соединений требует использования дорогого и дефицитного иридия в качестве тигельного материала.
Поэтому в 1986 году в лаборатории кристаллизации расплавов Института Геологии и Геофизики СО РАН под руководством Букина Г. В. были начаты исследования условий выращивания монокристаллов хризоберилла и его хромовой разновидности- александрита методом горизонтальной направленной кристаллизации (ГНК).
Метод высокотемпературной ГНК, являющийся разновидностью метода Бриджмена-Стокбаргера, был разработан в ИКАН АН СССР под руководством член-корр. Багдасарова Х. С. для получения крупных кристаллов лейкосапфира. За технические решения и уникальные возможности, которые он предоставляет, его часто называют методом Багдасарова. Суть метода достаточно простая. Молибденовый лист толщиной 0,2-0,5 мм выгибается таким образом, что из него получается контейнер, имеющий форму лодочки. В него помещается шихта, соответствующая химическому составу выращиваемого кристалла. В носовую часть предварительно вкладывается затравка. Загруженная лодочка устанавливается на молибденовую платформу ростовой камеры установки и перемещается в нагревательную зону. После тщательной откачки воздуха (разогретые конструктивные элементы ростовой камеры не допускают контакт с кислородом воздуха) установка или остается под вакуумом, или заполняется инертным газом. В результате установления в ростовой камере за счет вольфрамового нагревателя необходимой температуры шихта и частично затравочный кристалл расплавляются. После того, как температура ростовой системы стабилизируется, включается механизм протяжки и лодочка с заданной скоростью выдвигается из зоны нагревателя. Расплав, охлаждаясь в носовой части до температуры фазового перехода, начинает кристаллизоваться на затравку. При этом растущий кристалл наследует её кристаллографическую ориентировку. Именно это подчеркивает слово «направленная» в названии метода. На английский язык оно переводится, как «oriented», а сам метод называется horizontal oriented crystallization (HOC).

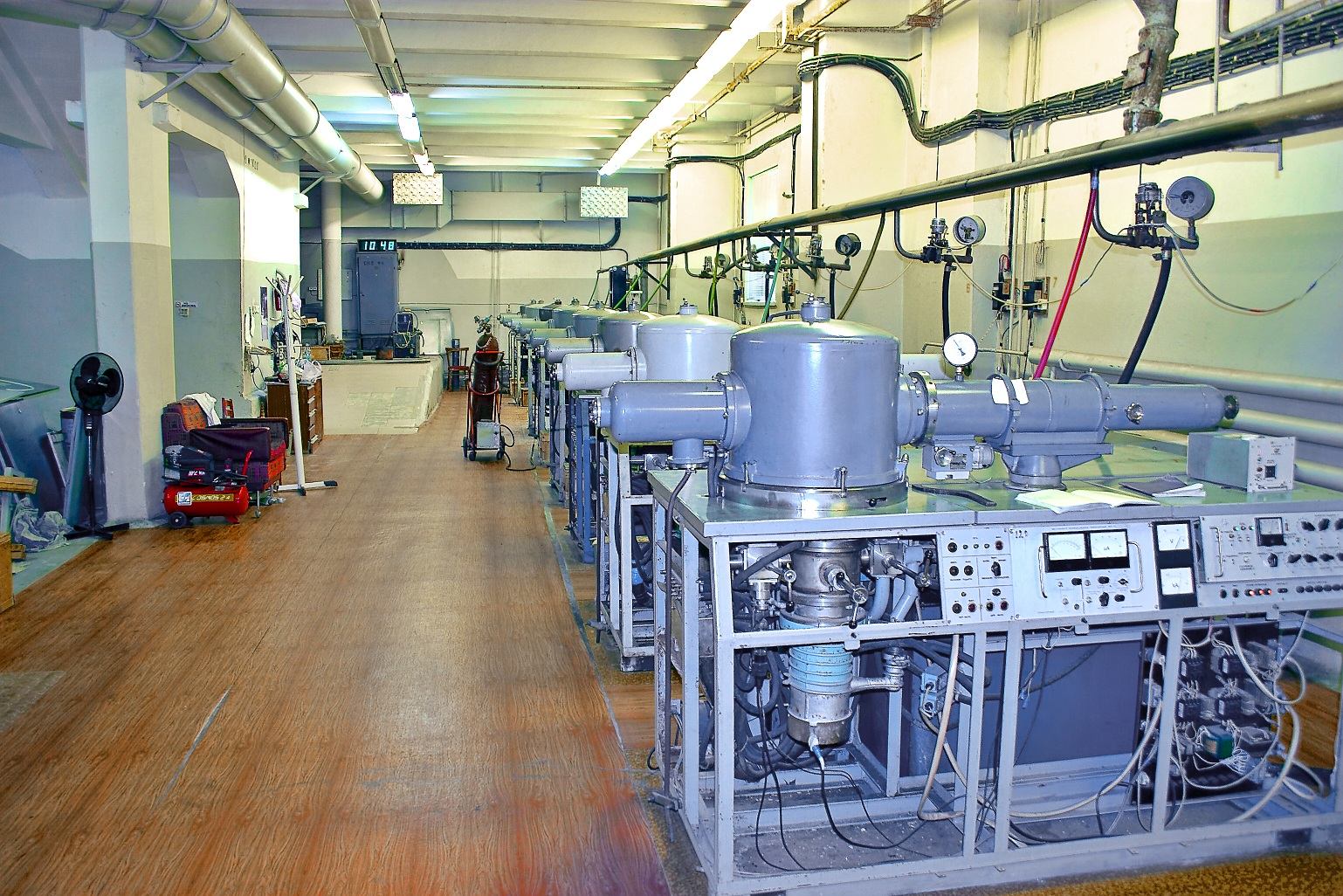
Установки Сапфир-2М компании TAIRUS для выращивания ювелирного александрита методом ГНК.

Исходное расплавление шихты может быть как полным, так и частичным (в середине зоны нагрева), поэтому способ выращивания в последнем случае так же называется методом «плавающей зоны»(floating zone).
В результате исследований процесса кристаллизации хризоберилла было установлено, что перед самым плавлением при температуре 1867о С его структура претерпевает полиморфный переход первого типа.(T=1853 о С). Образующаяся за счет снижения координационного окружения алюминия фаза, имеет существенно больший удельный объём и полностью утрачивает способность алюминия замещаться d-элементами 4-го периода (Cr,V,Ti,Fe). Высокотемпературная модификация хризоберилла устойчива только вблизи температуры плавления и при охлаждении переходит в низкотемпературную (хризоберилл), в результате чего закристаллизованный материал сильно растрескивается и приобретает мелоподобный вид. Поскольку плавление хризоберилла при обычном нагреве всегда происходит после полиморфного перехода и расплав способен длительное время хранить «память» о структурном мотиве плавящегося вещества, осуществить метастабильный рост низкотемпературной модификации (хризоберилла), используя классическую схему ГНК, не возможно. Поэтому была разработана оригинальная методика стабилизации расплава и затравления при выращивании кристаллов хризоберилла и его легированных разновидностей. Она включала в себя техническую возможность введения затравки после полного плавления шихты и последующую нормализацию расплава. Впоследствии методика была доведена до уровня промышленной технологии.

## Сравнение ГНК кристаллов икристаллов Чохральского
Поскольку технология выращивания александрита методом ГНК начинала развиваться в дополнение к имеющейся технологии выращивания по Чохральскому, сравнение полученных кристаллов не представляло сложности.
Александрит представляет интерес, как материал для лазерной техники, поэтому было исследовано оптическое качество выращенных кристаллов. Оказалось, что лучевая прочность ГНК-александрита в несколько раз больше чем у его Чохральского аналога. Это связано с количеством субмикронных включений материалов контейнеров в объёмах кристаллов. Наличие большой свободной поверхности расплава в процессе ГНК и активное его конвективное перемешивание в приповерхностной зоне способствует его самоочищению за счет выноса микрочастиц на поверхность. Было установлено, что в кристаллах ГНК количество микровключений материала контейнера на два порядка меньше и оно снижается по мере выращивания.
Другой областью применения александрита является ювелирная промышленность.

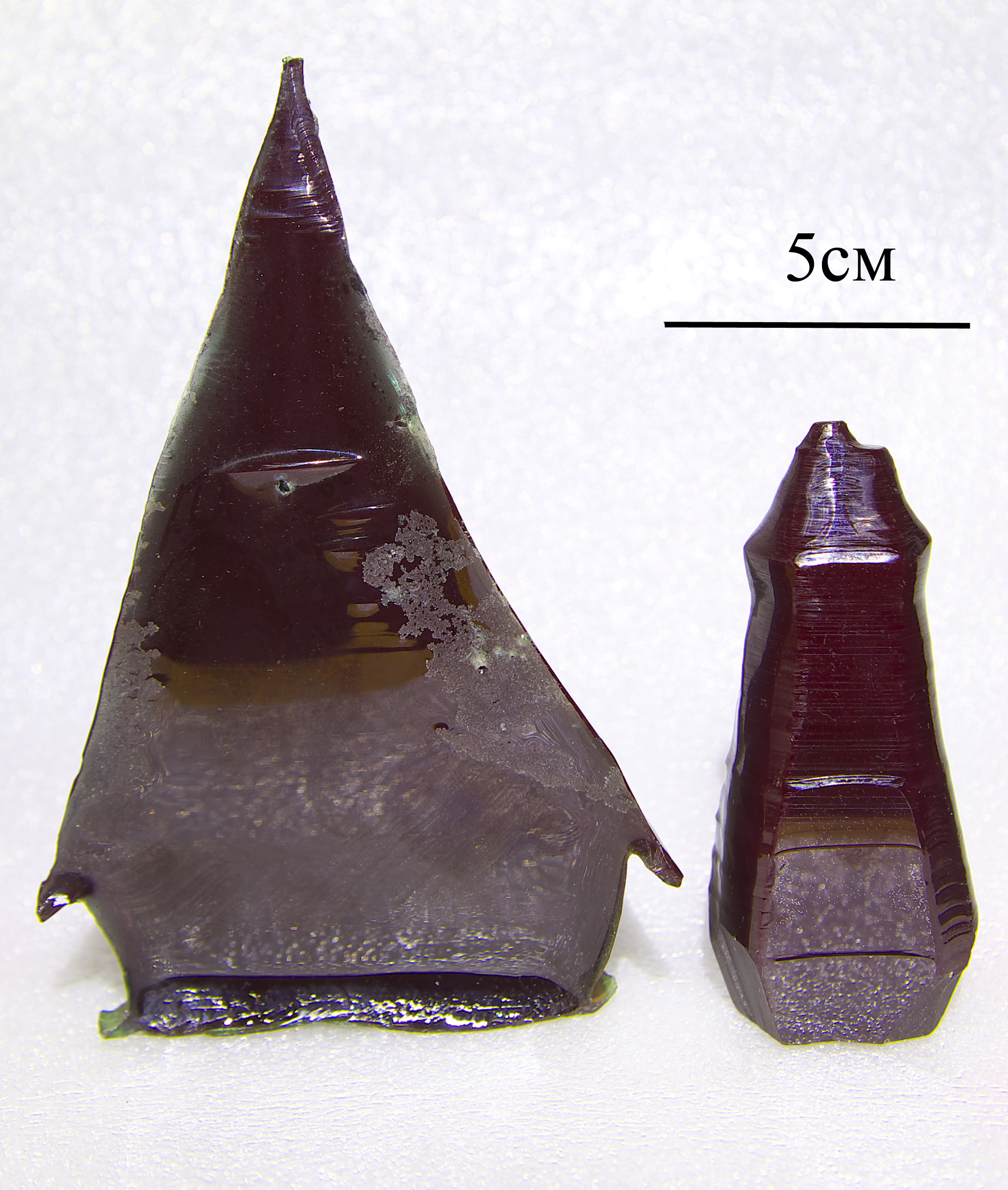
Слева кристалл александрита ГНК, справа CZ

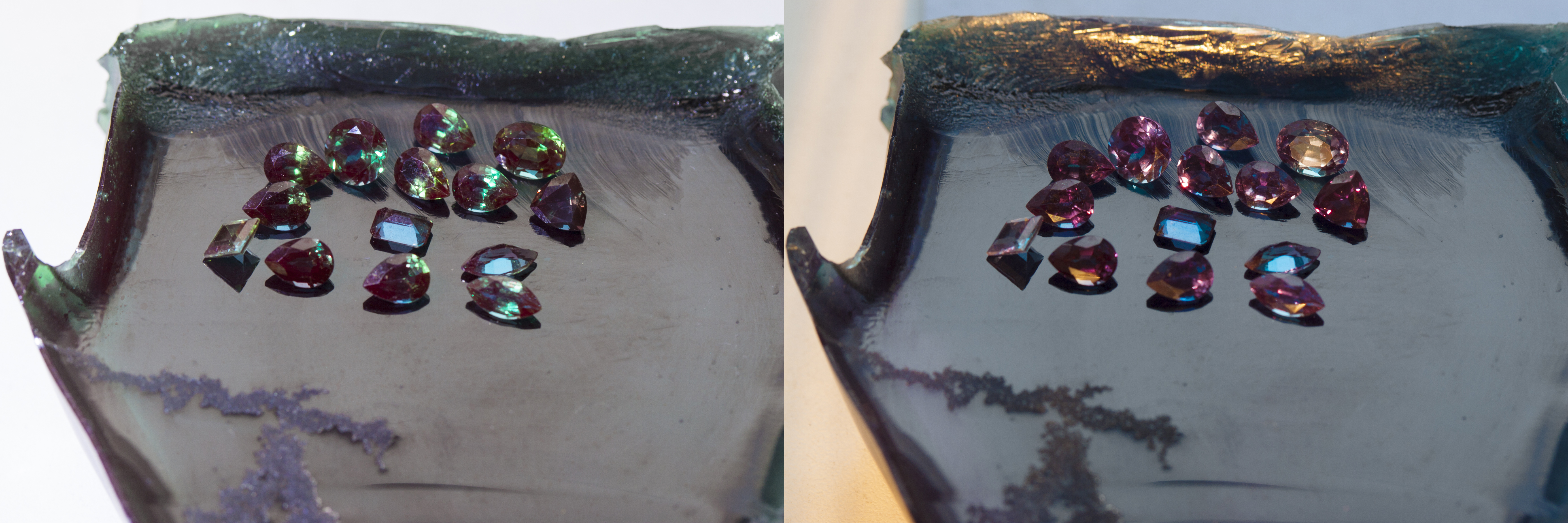

Встречается мнение, что в кристаллах ГНК александритовый эффект слабее, чем в выращенных по Чохральскому. Это ошибочное мнение является следствием того, что александрит обладает сильным плеохроизмом и любые небрежные отклонения ориентировки при огранке повлияют на цвет. Ориентировка кристаллов Чохральского не представляет сложностей, так как они имеют естественное огранение. С кристаллами ГНК сложнее- внешних признаков, позволяющих точно определить ориентировку выращенных кристаллов, практически нет, Поэтому по окончании роста всегда на кристалле фиксируется исходное положение затравки. Если же сравнивать два камня ограненных строго в одинаковой ориентации и с одинаковым содержанием легирующих примесей, то определить метод получения удастся только путем специального геммологического анализа
Кристаллы ювелирного ГНК- александрита имеют длину около 150 мм и вес около 0,5 кг. Для сравнения на фотографии рядом с кристаллом ГНК обычный для рынка кристалл Чохральского. То есть примерно за одно и то же время (неделя) в лодочке вырастает кристалл вдвое тяжелее.
Исследование условий введения легирующих примесей в кристаллы хризоберилла выявило существенную разницу в поведении хрома для процессов ГНК и Чохральского.
Оказалось, что при кристаллизации методом Чохральского эффективный коэффициент распределения (Кэфф) хрома около 3, то есть кристалл активно «высасывает» его из расплава. Следствием этого является снижение концентрации легирующей примеси к концу кристалла- он теряет цвет. Напротив, Кэфф хрома при выращивании методом ГНК составляет 0,3, то есть фронт кристаллизации частично оттесняет примесь. Эффект обращения эффективного коэффициента распределения примеси обусловлен формированием на межфазовой границе растущего кристалла абсорбционного слоя, который контролирует механизм поступления примеси. Очевидно, что при выращивании по Чохральскому принудительное вращение кристалла нарушает его, что сказывается на характере поведения примеси хрома.
Для выращивания ювелирного александрита это имеет существенное значение- неравномерная окраска и явно выраженная хромовая полосчатость снижают качество и выход материала. В кристаллах ГНК неравномерность окраски и концентрационная полосчатость хрома выражены значительно слабее. Учитывая то, что колебания концентрации хрома приводят к локальным изменениям показателя преломления, то есть оптическим дефектам — свилям, это в определённой степени снижает то, что называется «чистотой воды» ограненного камня.
Поэтому кристаллы ГНК александрита, внешне проигрывая прозрачным за счет естественного огранения «сосулькам» Чохральского, способны составить последним серьезную конкуренцию.
К сожалению, в Интернете много неточной информации по поводу ГНК александрита. По непонятной причине он получил название "гидротермальный". Гидротермальные кристаллы выращиваются в автоклавах из растворов при повышенной температуре и давлении. А ГНК  относится к расплавной технологии.